# Sea Launch

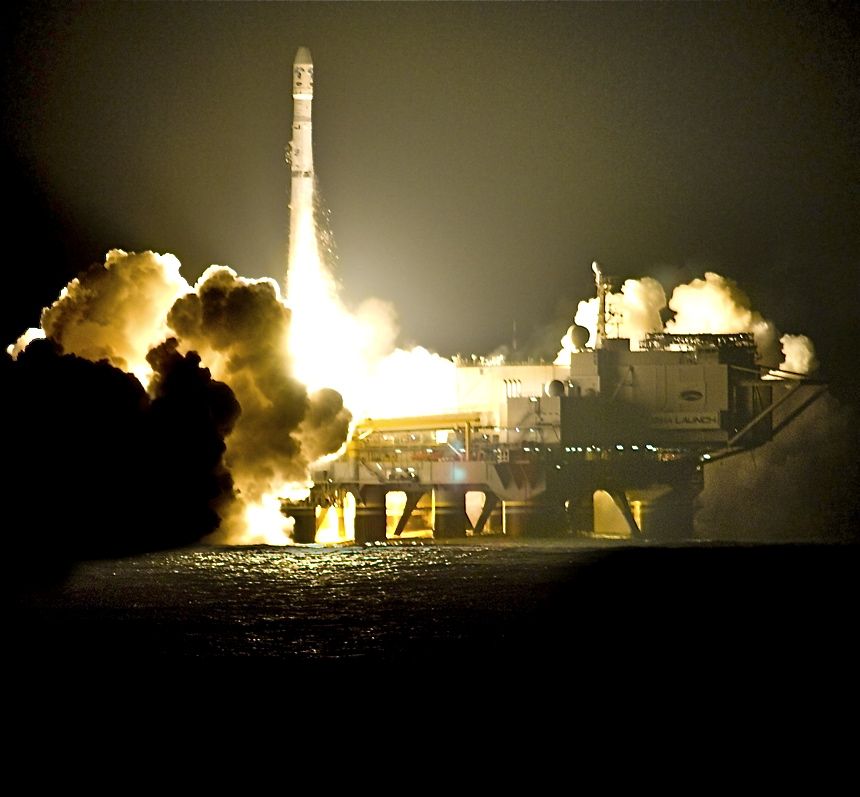
Lançamento do satélite Sicral 1B com foguete Zenit-3SL na plataforma Odyssey, da Sea Launch.

Sea Launch é um serviço de lançamento de foguetes espaciais que usa uma plataforma marítima, a Odyssey, e que é especializada em foguetes Zenit 3SL. Foram lançados 36 foguetes, com três fracassos e uma falha parcial.
O sistema de lançamento baseada no mar significa que os foguetes podem ser disparados a partir da posição ideal na superfície da Terra, aumentando consideravelmente a capacidade de carga útil e reduzindo os custos de lançamento comparado a sistemas baseados em terra.
A Sea Launch foi criada em 1995 como um consórcio de quatro empresas de Noruega, Rússia, Ucrânia e Estados Unidos, administrado pela Boeing com a participação dos demais acionistas. O primeiro foguete foi lançado em março de 1999.
Todos os carregamentos comerciais foram de satélites de comunicação destinados à órbita de transferência geoestacionária com clientes como a EchoStar, DirecTV, XM Satellite Radio, e PanAmSat.
O lançador e sua carga útil são montados em um navio, construídos  para a Sea Launch Commander em Long Beach, na Califórnia, Estados Unidos. Em seguida, é posicionada no topo da plataforma auto-propulsionado Ocean Odyssey e se mudou para o Oceano Pacífico equatorial para o lançamento, com o Sea Launch Commander servindo como centro de comando.
A Sea Launch colocou suas operações em uma pausa de longo prazo em 2014, após a intervenção militar russa na Ucrânia. Até 2015, as discussões sobre a disposição dos ativos da empresa estavam em andamento e os parceiros da Sea Launch estavam em uma disputa administrativa na justiça sobre despesas não pagas que a Boeing alega ter incorrido. Em setembro de 2016, o S7 Group, proprietário da S7 Airlines, anunciou que estava comprando a Sea Launch. Os serviços de lançamento serão fornecidos pela S7 Sea Launch, uma subsidiária dos Estados Unidos.

## Lançamentos

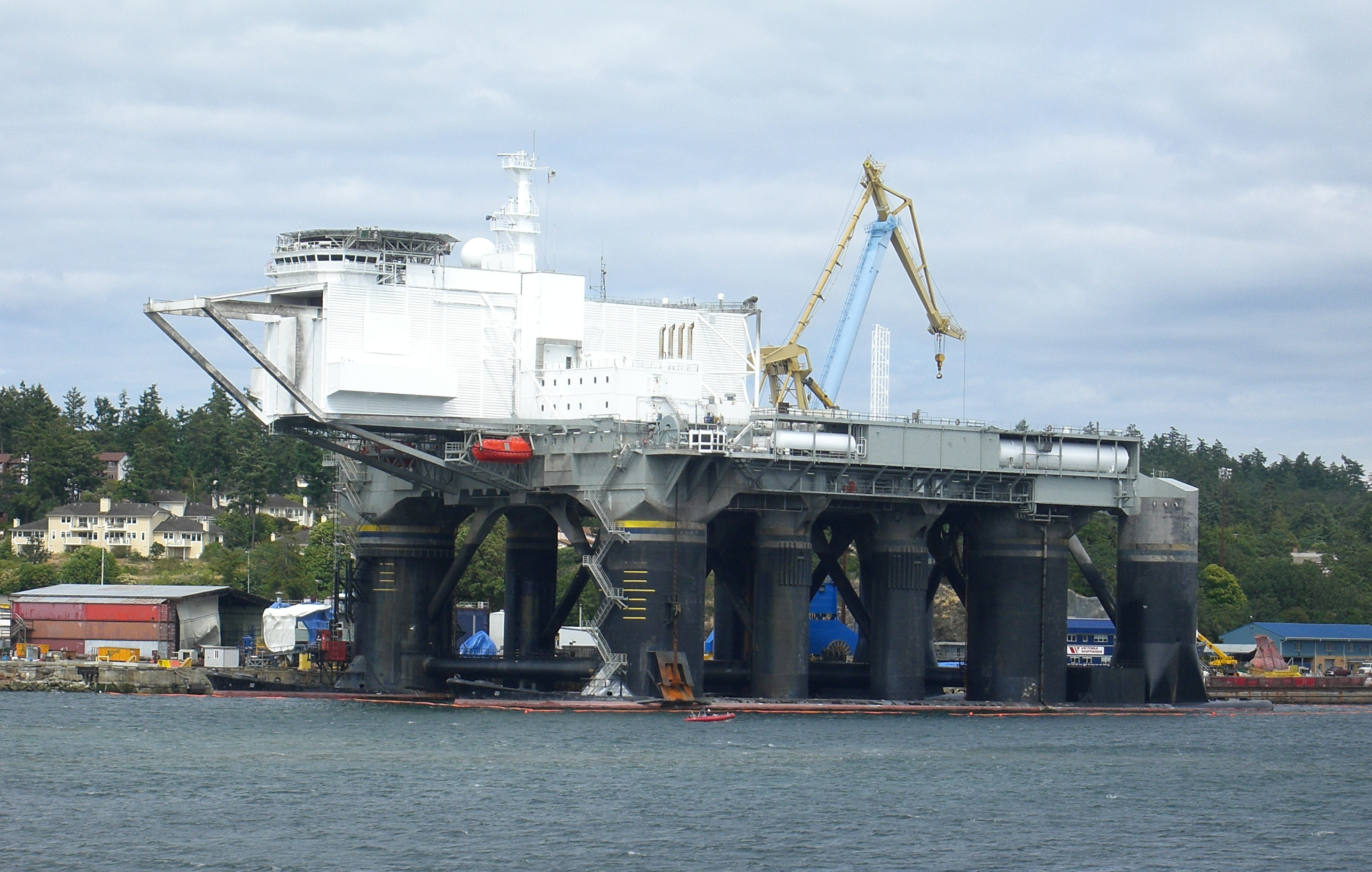
Plataforma Odyssey, em Sea Launch

O primeiro satélite para demonstração foi lançado em 27 de março de 1999, e o primeiro satélite comercial em 9 de outubro do mesmo ano. A Sea Launch já lançou 29 foguetes com 26 sucessos e 1 sucesso parcial em setembro de 2008. A primeira falha, de um satélite de comunicação da Hughes pertencente à ICO Global Communications, ocorreu no segundo lançamento comercial em 12 de março de 2000 e foi atribuída a um erro de software que falhou ao fechar uma válvula na segunda fase do foguete.
| Data                    | Carga                       | Massa | Resultado              | Número |
| ----------------------- | --------------------------- | ----- | ---------------------- | ------ |
| 27 de março de 1999     | DemoSat                     | 4,5 t | Sucesso                | 1      |
| 9 de outubro de 1999    | DirecTV-1R                  | 3,5 t | Sucesso                | 2      |
| 12 de março de 2000     | ICO F1                      | 2,7 t | Falhou                 | 3      |
| 28 de julho de 2000     | PAS-9                       | 3,7 t | Sucesso                | 4      |
| 20 de outubro de 2000   | Thuraya 1                   | 5,1 t | Sucesso                | 5      |
| 18 de março de 2001     | XM-2 ROCK                   | 4,7 t | Sucesso                | 6      |
| 8 de maio de 2001       | XM-1 ROLL                   | 4,7 t | Sucesso                | 7      |
| 15 de junho de 2002     | Galaxy IIIC                 | 4,9 t | Sucesso                | 8      |
| 10 de junho de 2003     | Thuraya 2                   | 5,2 t | Sucesso                | 9      |
| 7 de agosto de 2003     | EchoStar IX/Telstar 13      | 4,7 t | Sucesso                | 10     |
| 30 de setembro de 2003  | Galaxy XIII/Horizons 1      | 4,1 t | Sucesso                | 11     |
| 10 de janeiro de 2004   | Telstar 14/Estrela do Sul 1 | 4,7 t | Sucesso                | 12     |
| 4 de maio de 2004       | DirecTV-7S                  | 5,5 t | Sucesso                | 13     |
| 28 de junho de 2004     | Telstar 18                  | 4,8 t | Anomalia no lançamento | 14     |
| 1 de março de 2005      | XM-3                        | 4,7 t | Sucesso                | 15     |
| 26 de abril de 2005     | Spaceway 1                  | 6,0 t | Sucesso                | 16     |
| 23 de junho de 2005     | Intelsat Americas 8         | 5,5 t | Sucesso                | 17     |
| 8 de novembro de 2005   | Inmarsat-4 F2               | 6,0 t | Sucesso                | 18     |
| 15 de fevereiro de 2006 | EchoStar X                  | 4,3 t | Sucesso                | 19     |
| 12 de abril de 2006     | JCSAT-9                     | 4,4 t | Sucesso                | 20     |
| 18 de junho de 2006     | Galaxy 16                   | 5,1 t | Sucesso                | 21     |
| 22 de agosto de 2006    | Koreasat 5                  | 4,9 t | Sucesso                | 22     |
| 30 de outubro de 2006   | XM-4                        | 4,7 t | Sucesso                | 23     |
| 30 de janeiro de 2007   | NSS-8                       | 5,9 t | Falhou                 | 24     |
| 15 de janeiro de 2008   | Thuraya 3                   | 5,2 t | Sucesso                | 25     |
| 19 de março de 2008     | DirecTV-11                  | 5,9 t | Sucesso                | 26     |
| 21 de maio de 2008      | Galaxy 18                   | 4,6 t | Sucesso                | 27     |
| 16 de julho de 2008     | EchoStar XI                 | 5,5 t | Sucesso                | 28     |
| 24 de setembro de 2008  | Galaxy 19                   | 4,7 t | Sucesso                | 29     |
| 20 de abril de 2009     | SICRAL 1B                   | 3,0 t | Sucesso                | 30     |
| 24 de setembro de 2011  | Atlantic Bird 7             | 4,6 t | Sucesso                | 31     |
| 31 de maio de 2012      | Intelsat 19                 | 5,6 t | Sucesso                | 32     |
| 19 de agosto de 2012    | Intelsat 21                 | 5,9 t | Sucesso                | 33     |
| 3 de dezembro de 2012   | Eutelsat 70B                | 5,2 t | Sucesso                | 34     |
| 3 de fevereiro de 2013  | Intelsat 27                 | 6,2 t | Falhou                 | 35     |
| 26 de maio de 2014      | Eutelsat 3B                 | 6,0 t | Sucesso                | 36     |